# László Réczi
László Réczi (* 14. Juli 1947 in Kiskunfélegyháza) ist ein ehemaliger ungarischer Ringer. Er war Weltmeister 1977 und Bronzemedaillengewinner bei den Olympischen Sommerspielen 1976 im griechisch-römischen Stil im Federgewicht.

## Werdegang
László Réczi begann als Jugendlicher in seiner Heimatstadt Kiskunfélegyháza mit dem Ringen. Auf Grund seines Talentes wechselte er aber bald zum Egri Vasas Birkózó Club (Ringerclub „Vasas“ Eger), wo ein Ringerzentrum bestand, das für gute Trainingsverhältnisse und gute Trainer bürgte. László benötigte trotzdem einige Jahre, bis er in die ungarische Spitzenklasse im griechisch-römischen Stil vorgedrungen war. Seine erste ungarische Meisterschaft gewann er 1971 im Federgewicht. Im selben Jahr wurde er auch erstmals bei einer internationalen Meisterschaft, der Weltmeisterschaft in Sofia, eingesetzt. László schlug sich dort hervorragend und verpasste nach vier Siegen und zwei Niederlagen mit dem 4. Platz nur knapp eine Medaille.
Genauso erging es ihm bei der Europameisterschaft 1973 in Helsinki, bei der er einen bemerkenswerten Sieg über den sowjetischen Ringer Nelson Dawidjan feierte, durch eine Niederlage gegen den Polen Kazimierz Lipień aber wieder nur auf den 4. Platz kam. Bei der Weltmeisterschaft desselben Jahres in Teheran gewann Réczi dann seine erste Medaille, denn er belegte dort den 3. Platz.
Im Jahre 1974 erreichte er bei den internationalen Meisterschaften die gleichen Resultate wie 1973. Zunächst wurde er bei der Europameisterschaft in Madrid wieder vierter Sieger und dann gewann er bei der Weltmeisterschaft in Kattowitz erneut eine Bronzemedaille im Federgewicht. Es lag bei diesen Meisterschaften dabei immer an Kazimierz Lipień, dass László nicht noch weiter nach vorne kam, denn László kam an Kazimierz Lipień einfach nicht vorbei.
Trotzdem war es bewundernswert, mit welcher Zuverlässigkeit Réczi auch die folgenden Meisterschaften bestritt. Immer landete er im Vorderfeld. Er gewann bei der Weltmeisterschaft 1975 in Minsk, den Olympischen Spielen 1976 in Montreal und der Europameisterschaft 1977 in Bursa jeweils eine Bronzemedaille. Bei diesen drei Veranstaltungen gelangen ihm Siege über die Olympiasieger bzw. Weltmeister Stylianos Migiakis aus Griechenland, Georgi Markow aus Bulgarien und Nelson Dawidjan. Gegen Kazimierz Lipień verlor er indes in diesen Jahren erneut zweimal.
Das Jahr 1977 wurde dann zum Höhepunkt in der Laufbahn von Lászlo Reczi. Nach der bereits erwähnten Bronzemedaille in Bursa gewann er im Herbst dieses Jahres bei der Weltmeisterschaft in Göteborg im Federgewicht endlich den Weltmeistertitel. Er feierte dabei auch einen Sieg über Kazimierz Lipień.
Im Jahre 1978 hatte László bei der Weltmeisterschaft in Mexiko-Stadt großes Pech, als er nach zwei gewonnenen Kämpfen wegen Verletzung aufgeben musste.
László beendete daraufhin seine internationale Ringerlaufbahn. In Ungarn stand mit István Tóth schon sein Nachfolger bereit.

## Erfolge

### Internationale Erfolge
(OS = Olympische Spiele, WM = Weltmeisterschaft, EM = Europameisterschaft, GR = griech.-röm. Stil, Fe = Federgewicht, Le = Leichtgewicht, damals bis 62 kg bzw. 68 kg Körpergewicht)
- 1970, 2. Platz, Turnier in Split, GR, Fe, hinter Rusew, Bulgarien u. vor Ion Păun, Rumänien;
- 1971, 4. Platz, WM in Sofia, GR, Fe, mit Siegen über Cornel Virtosu, Rumänien, Crausar, Schweiz, Francesco Scuderi, Italien u. Slavko Koletić, Jugoslawien u. Niederlagen gegen Hideo Fujimoto, Japan und Georgi Markow, Bulgarien;
- 1973, 4. Platz, EM in Helsinki, GR, Fe, mit Siegen über Harald Hervig, Norwegen, Nelson Dawidjan, UdSSR u. Stojan Lazarow, Bulgarien u. einer Niederlage gegen Kazimierz Lipień, Polen;
- 1973, 3. Platz, WM in Teheran, GR, Fe, mit Siegen über Harald Hervig, Théodule Toulotte, Frankreich, Pekka Hjelt, Finnland u. Ion Păun, einem  Unentschieden gegen Anatoli Kawkajew, UdSSR u. einer Niederlage gegen Kazimierz Lipień, Polen;
- 1974, 4. Platz, EM in Madrid, GR, Fe, mit Siegen über Manuel Roca, Spanien, Stylianos Migiakis, Griechenland u. Pekka Hjelt, Finnland, einem Unentschieden gegen Ion Păun u. einer Niederlage gegen Anatoli Kawkajew;
- 1974, 3. Platz, WM in Kattowitz, GR, Fe, mit Siegen über Pekka Hjelt, Reid Lamphere, USA u. Manuel Roca, einem Unentschieden gegen Georgi Markow und Niederlagen gegen Anatoli Kawkajew u. Kazimierz Lipień;
- 1975, 1. Platz, Turnier in Helsinki, GR, Fe, vor Kazimierz Lipień u. Ilpo Seppälä, Finnland;
- 1975, 4. Platz, "Werner-Seelenbinder"-Turnier in Leipzig, GR, Fe, hinter Georgi Markow, Ion Păun u. D. Megrelischwili, UdSSR u. vor Reiner Hehn, DDR;
- 1975, 5. Platz, EM in Ludwigshafen am Rhein, GR, Fe, mit Siegen über Manuel Roca u. Stylianos Migiakis und Niederlagen gegen Kazimierz Lipień u. Anatli Kawkajew;
- 1975, 3. Platz, WM in Minsk, GR, Fe, mit Siegen über Stylianos Migiakis, Georgi Markow, Thomas Passarelli, BRD u. Tesuhiko Miyahara, Japan u. Niederlagen gegen Nelson Dawidjan und Kazimierz Lipień;
- 1976, Bronzemedaille, OS in Montreal, GR, Fe, mit Siegen über Gholan-Reza-Khala Ghassab, Iran, Gary Alexander, USA, Pekka Hjelt, Tesuhiko Miyahara, Nelson Dawidjan und Ion Păun u. einer Niederlage gegen Kazimierz Lipień;
- 1977, 3. Platz, EM in Bursa, GR, Fe, mit Siegen über Jean Mercader, Frankreich, Hamdi Sancakli, Türkei, Ion Păun u. Parvan Rangelow, Bulgarien u. einer Niederlage gegen Nelson Dawidjan;
- 1977, 1. Platz, WM in Göteborg, GR, Fe, mit Siegen über Johnny Björke, Norwegen, Domenica Giuffrida, Italien, Lars Malmkvist, Schweden, Ion Păun, Thomas Passarelli, Nelson Dawidjan und Kazimierz Lipień;
- 1978, unpl., WM in Mexiko-Stadt, GR, Fe, nach Siegen über Iwan Stajkow, Bulgarien u. Urs Neyer, Schweiz, Aufgabe wegen Verletzung

### Ungarische Meisterschaften
Lászlo Réczi wurde 1971 und 1976 im Federgewicht und 1979 im Leichtgewicht ungarischer Meister, jeweils im griechisch-römischen Stil.